# 2013 Idol Star Athletics – Archery Championships
2013 Idol Star Athletics – Archery Championships (kor. 아이돌 스타 육상 양궁 선수권 대회) – szósta edycja ISAC. Zawody odbyły się 28 stycznia 2013 roku Goyang Gymnasium w Goyang (Korea Południowa). Były transmitowane przez stację MBC  11 lutego 2013 roku (część została wyemitowana 20 lutego). 150 zawodników podzielonych na 10 drużyn konkurowało ze sobą w 10 konkurencjach.

## Zawodnicy
- Drużyna A: SHINee, Exo, Girl’s Day
- Drużyna B: SISTAR, Boyfriend, DMTN
- Drużyna C: ZE:A, Nine Muses, U-Kiss
- Drużyna D: Beast, 4minute, Apink, BtoB, Roh Ji-hoon
- Drużyna E: 2AM, Miss A, MBLAQ, Dal Shabet
- Drużyna F: Andy Lee, Kara, Rainbow, Teen Top, A-JAX, 100%
- Drużyna G: INFINITE, After School, Hello Venus, Tasty
- Drużyna H: T-ara, Secret, Speed, B.A.P
- Drużyna I: Defconn, Brown Eyed Girls, Shorry J (Mighty Mouth), NS Yoonji, Sunny Hill, Ailee, Crazyno, Ahn Jae-hyun, Park Ji-woon, Jin Jung-sun, Song Hae-na
- Drużyna J: GLAM, NU’EST, D-Unit, MYNAME, Led Apple, VIXX, Big Star, C-Clown, Spica, AOA, M.I.B, EXID, TAHITI, Two X

## Zwycięzcy

### Mężczyźni

#### Lekkoatletyka
| Konkurencja             | złoto                                                                            | złoto  | srebro                                                                              | srebro | brąz                                                                                       | brąz   |
| ----------------------- | -------------------------------------------------------------------------------- | ------ | ----------------------------------------------------------------------------------- | ------ | ------------------------------------------------------------------------------------------ | ------ |
| 70 m                    | Drużyna D Minhyuk (BTOB)                                                         | 7,73 s | Drużyna G Hoya (INFINITE)                                                           | 7,79 s | Drużyna J Feel Dog (BIGSTAR)                                                               | 7,92 s |
| 70 m przez płotki       | Drużyna D Minhyuk (BTOB)                                                         | 9,36 s | Drużyna C Dongjun (ZE:A)                                                            | 9,53 s | Drużyna B Simon (DMTN)                                                                     | 9,88 s |
| Sztafeta 4 × 100 metrów | Drużyna F Ricky (Teen Top) Chunji (Teen Top) C.A.P (Teen Top) Changjo (Teen Top) |        | Drużyna G Sungyeol (INFINITE) Dongwoo (INFINITE) Woohyun (INFINITE) Hoya (INFINITE) |        | Drużyna C Ha Min-woo (ZE:A) Jung Hee-chul (ZE:A) Park Hyung-sik (ZE:A) Kim Dong-jun (ZE:A) |        |
| Skok wzwyż              | Drużyna F Niel (Teen Top)                                                        | 1,70 m | Drużyna A Tao (EXO)                                                                 | 1,65 m | Drużyna F Ricky (Teen Top) Drużyna D Minhyuk (BTOB)                                        | 1,65 m |

#### Łucznictwo
| Konkurencja              | złoto                                                            | srebro                                               | brąz                                                   |
| ------------------------ | ---------------------------------------------------------------- | ---------------------------------------------------- | ------------------------------------------------------ |
| Łucznictwo Drużyna męska | Drużyna C Kevin (ZE:A) Park Hyung-sik (ZE:A) Kim Dong-jun (ZE:A) | Drużyna E Mir (MBLAQ) Cheondoong (MBLAQ) G.O (MBLAQ) | Drużyna H Yongguk (B.A.P) Zelo (B.A.P) Himchan (B.A.P) |

### Kobiety

#### Lekkoatletyka
| Konkurencja             | złoto                                                                                  | złoto  | srebro                                                                                     | srebro | brąz                                                                                    | brąz   |
| ----------------------- | -------------------------------------------------------------------------------------- | ------ | ------------------------------------------------------------------------------------------ | ------ | --------------------------------------------------------------------------------------- | ------ |
| 70 m                    | Drużyna J Jisoo (TAHITI)                                                               | 9,49 s | Drużyna C Eunji (Nine Muses)                                                               | 9,50 s | Drużyna E Gaeun (Dal Shabet)                                                            | 9,55 s |
| Sztafeta 4 × 100 metrów | Drużyna E Gaeun (Dal Shabet) Jiyul (Dal Shabet) Woohee (Dal Shabet) Serri (Dal Shabet) |        | Drużyna G Kaeun (After School) Nara (Hello Venus) Lizzy (After School) Alice (Hello Venus) |        | Drużyna C Hyemi (Nine Muses) Minha (Nine Muses) Kyungri (Nine Muses) Eunji (Nine Muses) |        |
| Skok wzwyż              | Drużyna A Minah (Girl’s Day)                                                           | 1,20 m | Drużyna B Bora (SISTAR)                                                                    | 1,15 m | Drużyna F Woori (Rainbow)                                                               | 1,10 m |

#### Łucznictwo
| Konkurencja                | złoto                                                 | srebro                                                       | brąz                                                                       |
| -------------------------- | ----------------------------------------------------- | ------------------------------------------------------------ | -------------------------------------------------------------------------- |
| Łucznictwo Drużyna kobieca | Drużyna B Bora (SISTAR) Dasom (SISTAR) Soyou (SISTAR) | Drużyna D Jihyun (4minute) Gayoon (4minute) Sohyun (4minute) | Drużyna G Jungah (After School) Raina (After School) Eyoung (After School) |

### Mieszane

#### Lekkoatletyka
| Konkurencja             | złoto                                                                      | srebro                                                                                  | brąz                                                                       |
| ----------------------- | -------------------------------------------------------------------------- | --------------------------------------------------------------------------------------- | -------------------------------------------------------------------------- |
| Sztafeta 4 × 100 metrów | Drużyna B Hyorin (SISTAR) Donghyun (Boyfriend) Soyou (SISTAR) Simon (DMTN) | Drużyna C Eunji (Nine Muses) Ha Min Woo (ZE:A) Kyungri (Nine Muses) Kim Dong Jun (ZE:A) | Drużyna E Gaeun (Dal Shabet) Changmin (2AM) Serri (Dal Shabet) G.O (MBLAQ) |

## Oglądalność
| No. | Data emisji | TNmS | TNmS  | AGB Nielsen | AGB Nielsen |
| No. | Data emisji | Kraj | Seul  | Kraj        | Seul        |
| --- | ----------- | ---- | ----- | ----------- | ----------- |
| 1   | 2013.02.11  | 9,6% | 10,9% | 8,6%        | 9,5%        |